# 25. ožujka
25. ožujka (25. 3.) 84. je dan godine po gregorijanskom kalendaru (85. u prijestupnoj godini).
Do kraja godine ima još 281 dan.

## Događaji
- 1306. – Robert the Bruce okrunjen je za kralja Škotske u Scone Palaceu u Perthu.
- 1634. – Lord Baltimore je osnovao zajedno s grupom katoličkih naseljenika englesku koloniju Maryland.
- 1802. – Potpisan je sporazum iz Amiensa između Francuske i Velike Britanije.
- 1848. – donijeto je Zahtijevanja naroda
- 1941. – Kraljevina Jugoslavija pristupila Trojnom paktu.
- 1948. – Osnovana Tvornica računskih strojeva Zagreb.
- 1975. – Faisala od Saudijske Arabije upucao je i ubio nećak.
- 1995. – Papa Ivan Pavao II. objavio je Encikliku Evangelium Vitae. Taj crkveni dokument obrađuje ključna pitanja života i smrti poput: smrtne kazne, pobačaja, ekperimentiranja nad ljudskim embrijima, eutanazije, samoubojstva i zakonodavstva u vezi tih pitanja.

| - 1347. – Sveta Katarina Sijenska, talijanska svetica († 1380.) - 1825. – Max Schultze, njemački histolog i anatom († 1874.) - 1838. – Đuro Deželić, hrvatski književnik († 1907.) - 1842. – Antonio Fogazzaro, talijanski književnik († 1911.) - 1867. – Arturo Toscanini, talijanski dirigent († 1957.) - 1874. – Ivša Lebović, hrvatski političar i odvjetnik († 1936.) - 1881. – Béla Bartók, mađarski skladatelj († 1945.) - 1895. – Đuro Tiljak, hrvatski slikar († 1965.) - 1897. – Otac Marijan Blažić, hrvatski franjevac i katolički prezbiter († 1944.) - 1928. – Jadranko Crnić, hrvatski pravnik († 2008.) - 1929. – Joja Ricov, hrvatski pjesnik († 2017.) - 1940. – Emanuel Hoško, hrvatski franjevac i katolički svećenik († 2019.) - 1942. – Aretha Franklin, američka soul pjevačica - 1948. – Ognjen Naglić, hrvatski sportski radio novinar - 1953. – Vesna Pusić, hrvatska političarka - 1958. – Rudolf Perešin, hrvatski vojni pilot († 1995.) - 1960. – Brenda Strong, američka glumica - 1962. – Marcia Cross, američka glumica - 1972. – Zrinka Blažević, hrvatska povjesničarka - 1978. – Nikša Skelin, hrvatski veslač - 1987. – Jacob Bagersted, danski rukometaš - 1989. – Scott Sinclair, engleski nogometaš | - 1712. – Nehemiah Grew, engleski liječnik (* 1641.) - 1732. – Lucy Filippini, talijanski svetac (* 1672.) - 1801. – Novalis, njemački književnik (* 1772.) - 1918. – Claude Debussy, francuski skladatelji (* 1862.) - 1952. – Josip Binički, hrvatski pedagog i pisac (* 1861.) - 1980. – Jožef Pogačnik, slovenski nadbiskup (* 1902.) - 1986. – Jaroslav Šidak, hrvatski povjesničar (* 1903.) |

## Blagdani i spomendani
- Navještenje Gospodinovo - Blagovijest
- Dan nerođenog djeteta
- Dan svetosti života
- Sveti Dizma

## Imendani
- Maja
- Marijan